# Jordi Savall
Jordi Savall i Bernadet (Igualada, Barcelona, 1 de agosto de 1941) es un violagambista, director de orquesta y musicólogo español, especializado en música antigua.

## Biografía
Savall empezó a estudiar (1947-1955) de la mano del maestro Joan Just. En 1965 comenzó a estudiar música violonchelo en el Conservatorio de Barcelona.
En 1968 se trasladó a Suiza para ampliar su formación en la Schola Cantorum Basiliensis, reivindicando un instrumento antiguo casi olvidado, la viola da gamba, y defendiendo la importancia de la música antigua de la península ibérica. En este centro fue discípulo del maestro August Wenzinger, a quien sucedió en 1973.
En 1970 empezó una exitosa carrera como intérprete de viola da gamba, de la que es considerado por la crítica uno de los más grandes intérpretes. Entre 1974 y 1989 fundó tres conjuntos, Hespèrion XX (1974, ahora Hespèrion XXI), La Capella Reial de Catalunya (1987) y Le Concert des Nations (1989), con repertorios que van desde la Edad Media al siglo XIX, pero que siempre son interpretados con el máximo rigor histórico.
En 1973 comienza su etapa como profesor en la Schola Cantorum Basiliensis. Su trabajo en la docencia, la investigación y como concertista lo convierten en una de las principales figuras implicadas en el proceso de revalorización de la música histórica. Por ello se le reconoce de forma unánime como uno de los artistas más importantes de la música antigua en la actualidad, siendo hoy profesor invitado en la Juilliard School de Nueva York.
Ha dirigido orquestas de prestigio como la Orquesta Sinfónica de la Fundación Calouste Gulbenkian, la Orquesta Camerata de Salzburgo, la Wiener Kammerorchester y la Philarmonia Baroque Orchestra de San Francisco.
Durante más de 25 años de reivindicación de la música antigua, Jordi Savall ha recibido numerosas distinciones. En 1988 fue nombrado Officier de l'Ordre des Artes et des Lettres por el Ministerio de Cultura de Francia y en el 2012 fue elevado a la categoría de "Commandeur des Arts et des Lettres” y “Chevalier” de la Legión de Honor. En 1990 recibió la Creu de Sant Jordi de la Generalidad de Cataluña. En 1998, el Ministerio de Cultura de España le otorgó la Medalla de Oro de las Bellas Artes, y desde 1999 es Miembro de Honor de la Konzerthaus de Viena. También ha recibido el Premio de Honor de la Fundación Jaume I, y ha sido investido doctor honoris causa por la Université Catholique de Lovaina (Bélgica) en el 2000, por la Universidad de Barcelona (España) en 2006 y por la Universidad de Evora (Portugal) en 2007, “Victoire de la Musique” a su trayectoria profesional (2002), “Medalla d’Or” del Parlament de Catalunya y Premio de Honor de la “Deutsche Schallplattenkritik” (2003).
En el 2008 Jordi Savall fue nombrado “Embajador de la Unión Europea para el diálogo intercultural” y juntamente con Montserrat Figueras fueron investidos “Artistas para la Paz” dentro del programa de “Embajadores de Buena Voluntad” de la UNESCO. Al año siguiente fue nombrado nuevamente “Embajador del año 2009 de la creatividad y la innovación” por la Unión Europea y el Consell Nacional de la Cultura i les Arts de Catalunya le otorgó el “Premi Nacional de Música”. El mismo año recibió el premio “Händelpreis der Stadt Halle 2009” de Alemania y en compañía de Montserrat Figueras, recibió el “Prix Méditerranée” otorgado por el Centre Méditerranéen de Littérature en Perpiñán.
En 2010 Jordi Savall ha recibido el “Praetorius Musikpreis Niedersachsen 2010” (premio Praetorius de Música) del Ministerio de Cultura y Ciencia de la Baja Sajonia en la categoría “Internationaler Friedensmusikpreis” (Premio Internacional de Música para la Paz) por el punto de encuentro que conllevan sus creaciones musicales entre la tradición cristiana, judía y musulmana. En este mismo año, Jordi Savall recibió de la Real Academia de las Artes y las Ciencias-Premios de la Música el premio al “Mejor Intérprete de Música Clásica” por el disco The Celtic Viol, y en 2011 recibió de la misma institución el premio al “Mejor Intérprete de Música Clásica” por el disco The Celtic Viol II. Jordi Savall ha sido galardonado con el prestigioso Premio Léonie Sonning 2012.
En 2014 Savall recibió el Premio Nacional de Música otorgado por el Ministerio de Educación, Cultura y Deporte español, al que renunció en protesta por la política cultural del gobierno de Mariano Rajoy. Según el intérprete, el gobierno es «responsable del dramático desinterés y de la grave incompetencia en la defensa y promoción del arte y de sus creadores», así como de «menospreciar a la inmensa mayoría de músicos que con grandes sacrificios dedican sus vidas a mantener vivo el patrimonio musical hispánico, ya que sin ellos todas las músicas medievales, renacentista y barrocas no existirían». En los años posteriores, mantiene una actitud crítica con las políticas culturales españolas. En 2022, denuncia: «La música española y los músicos españoles que defendemos nuestro patrimonio estamos abandonados desde hace siglos. Sería fantástico que por fin hubiese un presidente que fuese consciente de que el patrimonio musical es una de las cosas más importantes que tenemos».
Su discografía supera el centenar de grabaciones en diferentes sellos, por los cuales ha recibido más de cincuenta premios internacionales. Desde 1998 edita sus discos con su sello propio, ALIA VOX. 
Ha interpretado piezas provenientes de las cortes de Carlos V, Alfonso I y Fernando I.
Jordi Savall ha puesto música a la vida de Bartolomé Esteban Murillo en honor al cuarto centenario del nacimiento del pintor, en un concierto celebrado en Sevilla el 28 de noviembre de 2017.
Jordi Savall tiene, en Cardona, uno de sus preferidos santuarios: la canónica Iglesia de San Vicente de Cardona, una de las obras maestras del románico catalán. El músico reconoce este espacio como "uno de los lugares con mejores condiciones acústicas del mundo". En él se sirve para inspirarse y registrar sus composiciones, que no son pocas. Por eso, en junio de 2019, recibió el título de Hijo Adoptivo de Cardona, después de realizar un concierto para commemorar los 1000 años de historia de esta joya del románico.
Su trabajo también incluye la música para películas, habiendo ganado un César (a la mejor música) en 1992 por la banda sonora de Todas las mañanas del mundo (Tous les matins du monde), y resultando nominado en los mismos premios en 1998 por la partitura de Marquise.
- 1991 - Tous les matins du monde, de Alain Corneau.
- 1993 - El Pájaro de la felicidad, de Pilar Miró.
- 1993 - Jeanne la Pucelle I: Les batailles, de Jacques Rivette.
- 1994 - Jeanne la Pucelle II: Les prisons, de Jacques Rivette.
- 1997 - Hosszú alkony, de Attila Janisch.
- 1997 - Marquise, de Vera Belmont.
- 1997 - Secret defense, de Jacques Rivette.

El 1 de febrero de 2022, Jordi Savall fue nombrado miembro de honor de la Royal Philharmonic Society de Londres.

## Discografía
Jordi Savall ha grabado más de 120 discos desde 1968, tanto como solista o acompañado de otros solistas, como parte integrante de otros grupos (Ars Musicae de Barcelona, Ricercare-Ensemble für Alte Musik, Zúrich, etc.) o dirigiendo a los grupos fundados por él (Hespèrion XX / Hespèrion XXI, La Capella Reial de Catalunya y Le Concert des Nations).

## Premios
- 2011: Premio La Barraca a las Artes Escénicas.[7]
- 2016: Medalla de Oro del Círculo de Bellas Artes[8]